# Liste der Monuments historiques in Saint-Quentin-de-Baron
Die Liste der Monuments historiques in Saint-Quentin-de-Baron führt die Monuments historiques in der französischen Gemeinde Saint-Quentin-de-Baron auf.

## Liste der Bauwerke
| Bezeichnung        | Beschreibung              | Standort | Kennzeichnung | Schutzstatus | Datum | Bild           |
| ------------------ | ------------------------- | -------- | ------------- | ------------ | ----- | -------------- |
| Schloss Bisqueytan | Erbaut im 12. Jahrhundert | (Lage)   | PA33000010    | Inscrit      | 1996  |                |
| Kirche St-Quentin  | Erbaut im 12. Jahrhundert | (Lage)   | PA00083800    | Classé       | 2004  | weitere Bilder |